# Октябрьское сельское поселение (Муслюмовский район)
Октябрьское се́льское поселе́ние — муниципальное образование в Муслюмовском районе Татарстана Российской Федерации.
Административный центр — село Октябрь.

## История
Статус и границы сельского поселения установлены Законом Республики Татарстан от 31 января 2005 года № 30-ЗРТ «Об установлении границ территорий и статусе муниципального образования „Муслюмовский муниципальный район“ и муниципальных образований в его составе».

## Население
| 2010 | 2011 | 2012 | 2013 | 2014 | 2015 | 2016 |
| ---- | ---- | ---- | ---- | ---- | ---- | ---- |
| 485  | ↘484 | ↘478 | ↘461 | ↘450 | ↘436 | ↘425 |
| 2017 | 2018 |      |      |      |      |      |
| ↘416 | ↘397 |      |      |      |      |      |

## Состав сельского поселения
| № | Населённый пункт | Тип населённого пункта       | Население |
| - | ---------------- | ---------------------------- | --------- |
| 1 | Андрюш           | деревня                      |           |
| 2 | Бакабизово       | деревня                      |           |
| 3 | Октябрь          | село, административный центр |           |
| 4 | Суекеево         | деревня                      |           |